# Ferredoxin

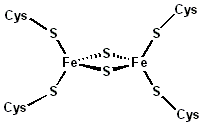
2Fe–2S typ ferredoxinu, schematicky naznačeno FeS jádro

Ferredoxin (Fd) je označení pro skupinu malých FeS proteinů, které obsahují jednu či dvě prostetické skupiny „FeS“ s obsahem atomů železa a síry (nikoliv však hemovou skupinou). Prostetické skupiny ferredoxinů se liší poměrem obou prvků: jsou to buď tzv. 2Fe–2S, nebo 4Fe–4S, případně 3Fe–4S. Bakterie mají ferredoxinů obvykle mnoho typů, u eukaryot je přítomen obvykle jeden nebo dva typu 2Fe–2S (vyjma rostlin, jež jich mívají více).

## Funkce
Ačkoliv jsou ferredoxiny poměrně rozmanité stavby, mají obecně jedinou funkci: slouží jako katalyzátory oxidoredukčních procesů. Uplatňují se jako přenašeče elektronů nízkého redox potenciálu, tedy v prvních fázích elektronových transportních řetězců. Je možné je najít ve světelné fázi fotosyntézy, v elektronovém transportním řetězci fixace dusíku a v metabolických procesech asimilace vodíku, dusíku a síry.